# Orlando Ferreira
Orlando Costa Ferreira (ur. 5 lutego 1953) – portugalski judoka. Olimpijczyk z Monachium 1972, gdzie zajął dziewiętnaste miejsce w wadze średniej.

## Letnie Igrzyska Olimpijskie 1972
| Konkurencja | Eliminacje             | Klas. końcowa |
| Konkurencja | Przeciwnik I           | Miejsce       |
| ----------- | ---------------------- | ------------- |
| 80 kg       | Shinobu Sekine (JPN) P | 19.           |